# Dysk Sabu
Dysk Sabu – wykonany z łupku dysk o średnicy 61 cm, odkryty w mastabie w Sakkarze (Egipt), wzniesionej ok. 3100–3000 p.n.e., w której pochowany był wysoko postawiony urzędnik o imieniu Sabu. Obiekt został odkryty w 1936 roku przez Waltera Bryana Emery’ego, w chwili znalezienia był w bardzo złym stanie, jednak po odrestaurowaniu stał się częścią zbiorów Muzeum Egipskiego w Kairze. Dysk składa się z trzech cienko rzeźbionych, zakrzywionych płatów.